# لوئی-میشل لوپلتیه
لوئی-میشل لوپُلتیه(به فرانسوی: Louis-Michel Lepeletier) مارکی سن فارگو (۲۹ مه ۱۷۶۰ ۲۰ ژانویه ۱۷۹۳) سیاستمدار فرانسوی و کشته شدهٔ انقلاب فرانسه بود.

## در فرهنگ عامه
لو پلتیه در اساسینز کرید: وحدت، به عنوان یکی از اعضای مخفی تمپلارها به تصویر کشیده شده‌است که زیر نظر مرشد بزرگ، فرانسوا-توماس ژرماین فعالیت می‌کند. او معتقد است که او کارهایش برای نجات فرانسه صورت می‌گیرد. وی پس از رأی دادن به اعدام پادشاه، توسط قهرمان بازی، آرنو دوریان در پله رویال کشته می‌شود.